# 姆巴爾馬約
姆巴爾馬約是非洲中西部國家喀麥隆的城鎮，由中部省負責管轄，位於該國中部尼永河畔，距離首都雅溫得38公里，海拔高度335米，2008年人口88,700。